# 太和镇 (邻水县)
太和镇，原为太和乡（太和公社），是中華人民共和國四川省鄰水縣下辖的一个乡镇级行政单位。

## 沿革
太和镇沿革如下：
- 1953年2月27日，第十一區(柑子區)公所從普新鄉划出12個村，增建太和鄉人民政府。1956年1月16日，太和鄉併入普新鄉。太和鄉人民政府撤銷。1960年3月23日， 普新人民公社更名太和人民公社。1966年5月「文革」開始後，太和人民公社工作受到干擾。1967年1月，為了破「四舊」，太和人民公社改稱普新人民公社。3月，由公社武裝幹部和群眾代表主持了成立太和人民公社生產辦公室．負責公社日常工作。
- 1967年3月．成立普新人民公社生產辦公室．負責公社日常工作。1968年9月26日，經縣人武部黨委批准，普新人民公社革命委員會成立。1973年5月12日經地革委批准，普新人民公社革委會改稱太和人民公社革命委員會。
- 1976年10月粉碎「四人幫」後，太和人民公社的行政組織機構仍然是革委會。1981年3月，縣委決定撤銷太和人民公社革委會。建立太和人民公社管理委員會。管委會設主任、副主任。1984年1月，根據中共中央體制改革要求，縣委又決定撤銷太和人民公社管委會．建立太和鄉人民政府。
- 2019年12月，撤销新镇乡和太和乡，设立太和镇，以原新镇乡和原太和乡所属行政区域为太和镇的行政区域。[3]

## 行政区划
原太和镇下辖以下地区：
籮筐壩村、葫蘆壩村、劉家庵村、指南寺村、河水壩村、鐵廠溝村、秧田溝村、雙橋村、青棡坪村、丁字橋村、火炮鋪村、高家廟村、普新村、車家山村、順天寨村。
原新镇乡下辖以下地区：
天池村、金盤村、天龍村、天坡村、仙石村。